# Valle delle Meraviglie
La Valle delle Meraviglie (in francese Vallée des Merveilles) fa parte del massiccio del Mercantour; vi sono state scoperte più di trentacinquemila incisioni rupestri preistoriche, tra le quali numerose figure di armi (pugnali e alabarde) risalenti soprattutto all'età del Rame (III millennio a.C.) e in misura minore all'antica età del Bronzo (2200-1800 a.C.). Sono presenti anche figure più antiche, in particolare reticolati e composizioni topografiche (nell'area di Fontanalba), databili al Neolitico (V e IV millennio a.C.).
La Valle delle Meraviglie si trova nel comune di Tenda. Fino al 1861 faceva parte della Contea di Nizza sabauda, poi dal 1861 al 1947 ha fatto parte dell'Italia ed era compresa nella provincia di Cuneo, coi trattati di Parigi del 1947 passò alla Francia.

## Le incisioni rupestri
Da sempre conosciute nella cultura popolare coll'appellativo di Marvègie (meraviglie) e scoperte scientificamente alla fine del XIX secolo (è del 1869 la prima pubblicazione), le incisioni sono state eseguite su affioramenti rocciosi o massi sparsi di pelite, un'arenaria a matrice silicea a grana fine risalente al Permiano. Si distinguono in due tipi:
- graffiti o filiformi, sia preistorici che soprattutto iscrizioni o disegni schematici di epoca storica;
- incisioni picchiettate, attribuibili alla preistoria (dal Neolitico all'antica età del Bronzo), realizzate con strumenti litici. I soggetti appartenenti a questo gruppo comprendono figure con corna (bovidi e scene di aratura), che sono la maggioranza, antropomorfi, rappresentazioni di armi (pugnali, alabarde, asce) e figure geometriche come composizioni topografiche, reticolati e pochissime spirali. L'interpretazione non è sempre agevole; molti studiosi propongono un riferimento alla sfera religiosa, anche se non vanno esclusi riferimenti alle attività produttive montane, in particolare al mondo pastorale.

Per quanto riguarda la storia delle ricerche, vanno citati tre principali studiosi: Clarence Bicknell per la scoperta, Piero Barocelli per l'inquadramento archeologico ed Henry de Lumley per la catalogazione completa.
Clarence Bicknell, botanico e pastore anglicano, raggiunse le aree incise inizialmente attirato dall'interesse per la flora alpina. Si appassionò talmente alle incisioni da trascorrere nell'area dodici estati (dal 1897 al 1912), durante le quali localizzò le più importanti rocce incise, scoprendo di fatto il complesso di Fontanalba. Completò una pregevole opera di documentazione tramite calchi cartacei a sfregamento di oltre dodicimila figure ed elaborò una prima classificazione tassonomica dei segni incisi. Molto di questo materiale è tuttora consultabile al museo Bicknell di Bordighera. La sua opera principale è ancora oggi un riferimento imprescindibile.
Piero Barocelli, paletnologo e dal 1912 ispettore della Regia Soprintendenza alle Antichità del Piemonte, Liguria e Valle d'Aosta, fu il primo ad applicare i metodi dell'archeologia allo studio dei petroglifi. Grazie ad opportuni confronti comprese che le più antiche figure di armi andavano riferite all'età del Rame (III millennio a.C.). Per tutto ciò gli va riconosciuto il ruolo di pioniere dell'archeologia rupestre alpina ed europea.
Il lavoro condotto a partire dal 1967 dall'équipe guidata da Henry De Lumley ha permesso il completamento di una grandiosa opera di catalogazione, grazie al rilevamento integrale di tutte le figure incise. L'intero corpus delle figure incise dell'area è ora conservato presso il Laboratoire du Lazaret a Nizza.
Il sito accoglie oggi studenti del settore da ogni parte del mondo sotto la supervisione di archeologi specializzati. Recenti ricerche hanno iniziato a produrre risultati per quel che concerne la comprensione dei culti e delle società delle antiche popolazioni mediterranee.

## Distribuzione geografica
A partire dal 1967 è stata avviata un'indagine sistematica della zona da parte di un gruppo di universitari, museisti e scienziati finanziato dal Ministero della Cultura francese e dal Consiglio Regionale delle Alpi Marittime. Ad oggi sono state registrate oltre trentacinquemila incisioni preistoriche (50.000 comprendendo quelle storiche), la maggior parte delle quali si trova intorno al Monte Bego, da molti considerata una montagna sacra per gli antichi Liguri al pari del Monte Beigua (non a caso altra zona ricca di incisioni rupestri). La ripartizione dei graffiti è di circa metà nella Valle delle Meraviglie, situata a ovest del Bego e metà a nord, nella Valle di Fontanalba. Vi sono anche altre zone più a nord con presenza di incisioni, ma di minore importanza. Si possono quindi identificare i seguenti settori in ordine decrescente di importanza:
- Valle delle Meraviglie

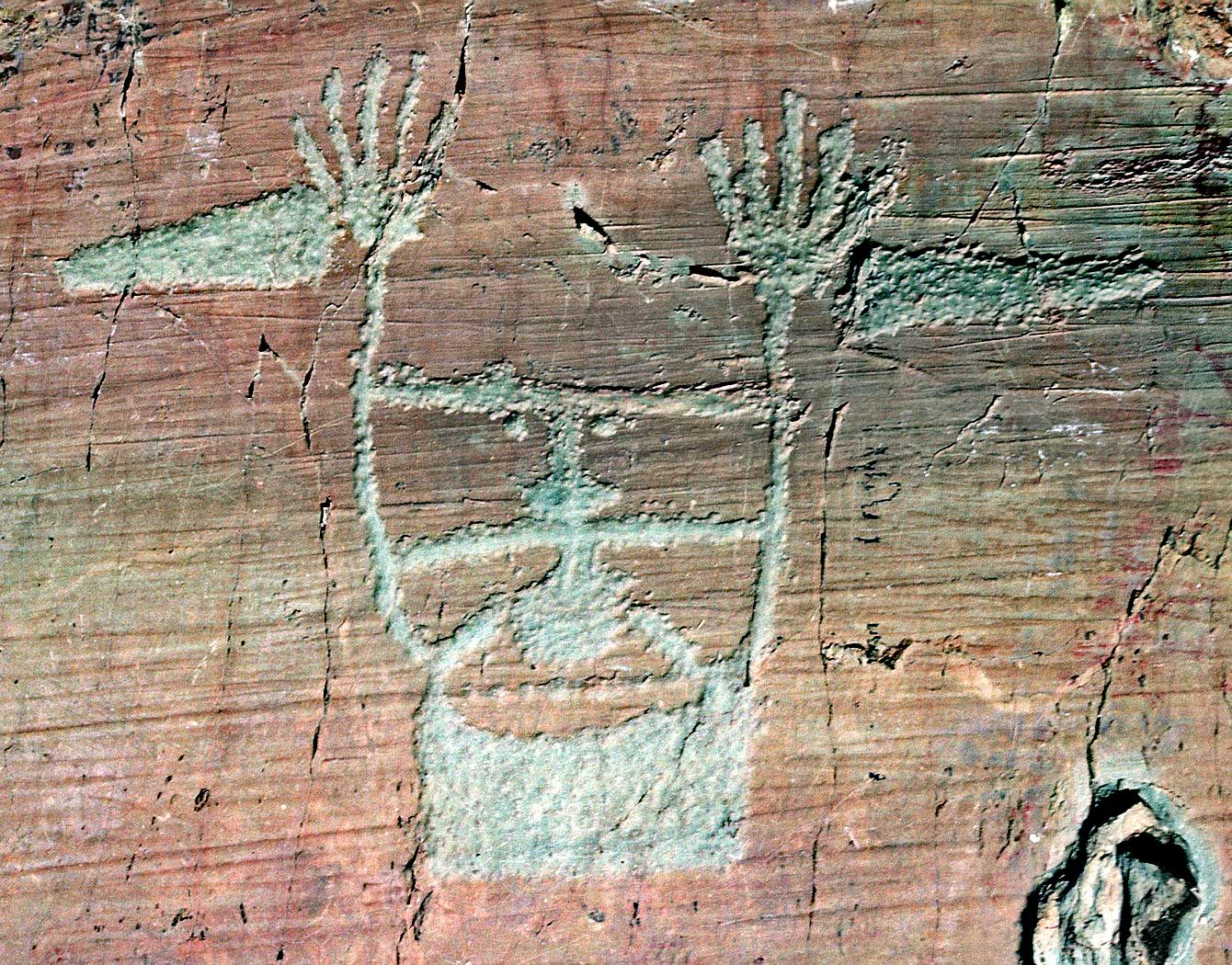
Lo stregone (Le sorcier), il graffito più celebre della Valle delle Meraviglie.

- Valle di Fontanalba (in francese Fontanalbe)
- settore di Valauretta (in francese Vallaurette)
- settore del Colle del Sabbione (in francese Col du Sabion) (tra Francia e Italia)
- settore del Lago di Santa Maria
- settore di Valmasca (Valmasque)
- settore del Lago Vej del Bouc (Italia)

Il tutto è compreso in un'area di 40 km².

## Escursioni

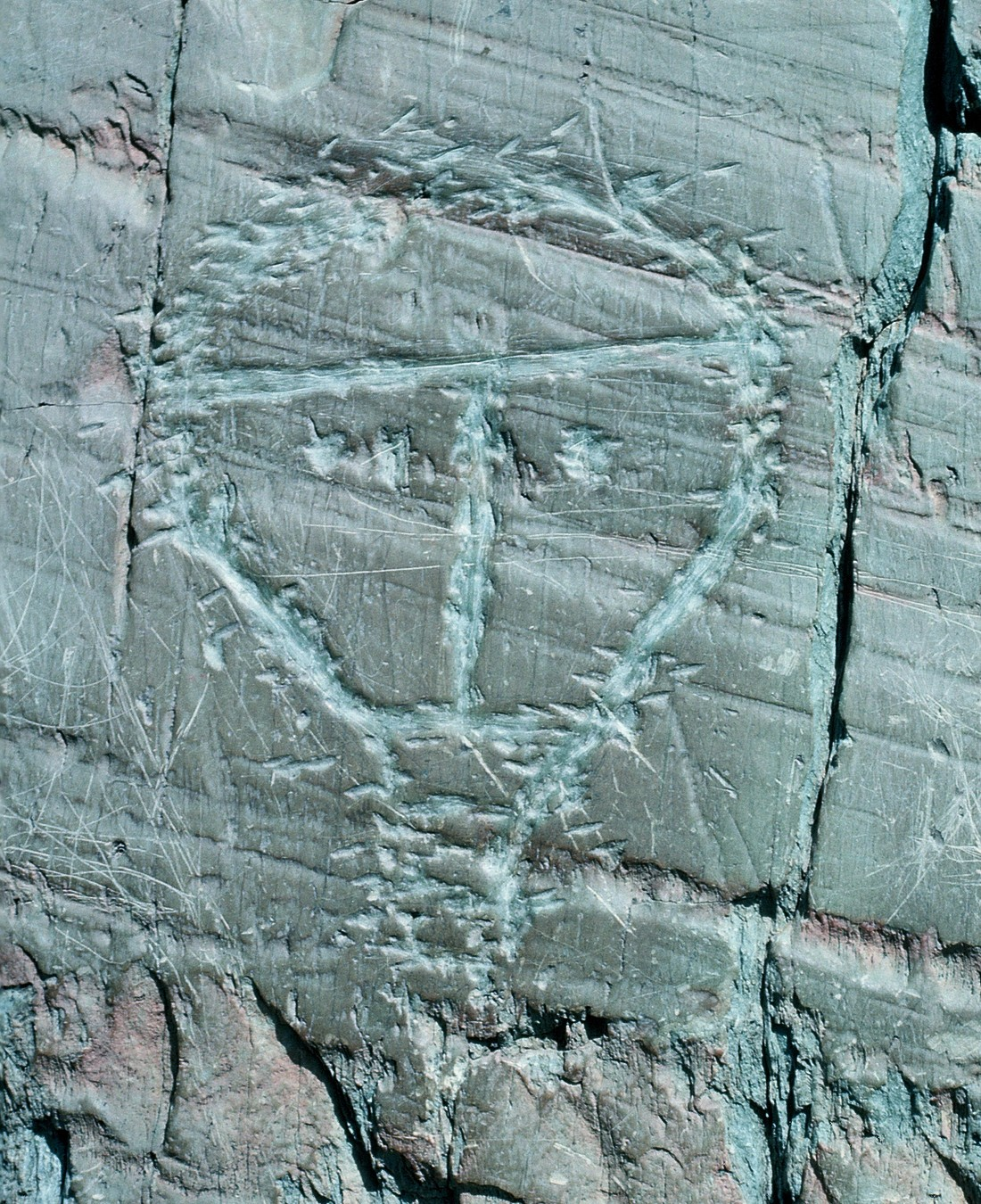
Il « Cristo »

Il sentiero GR52 attraversa la valle e non è consentito allontanarsi da esso se non accompagnati da una guida autorizzata. L'ideale è iniziare il tour al Museo delle Meraviglie di Tenda e poi unirsi ad una visita guidata. È possibile effettuare escursioni nella valle anche in inverno con adeguata attrezzatura: le incisioni rupestri in questa stagione non sono visibili, ma il panorama innevato vale la pena di essere visto.